# Dzierzgoń (gemeente)
De gemeente Dzierzgoń is een stad- en landgemeente in het Poolse woiwodschap Pommeren, in powiat Sztumski.
De gemeente bestaat uit 12 administratieve plaatsen solectwo: Ankamaty, Bągart, Bruk, Budzisz, Jasna, Minięta, Morany, Nowiec, Poliksy, Prakwice, Tywęzy, Żuławka Sztumska.
De zetel van de gemeente is in Dzierzgoń.
Op 30 juni 2004 telde de gemeente 9603 inwoners.

## Oppervlakte gegevens
In 2002 bedroeg de totale oppervlakte van gemeente Dzierzgoń 131,4 km², waarvan:
- agrarisch gebied: 86%
- bossen: 2%

De gemeente beslaat 17,98% van de totale oppervlakte van de powiat.

## Demografie
Stand op 30 juni 2004:
| Omschrijving                   | Totaal | Totaal | Vrouwen | Vrouwen | Mannen | Mannen |
| ------------------------------ | ------ | ------ | ------- | ------- | ------ | ------ |
| eenheid                        | aantal | %      | aantal  | %       | aantal | %      |
| inwoners                       | 9603   | 100    | 4830    | 50,3    | 4773   | 49,7   |
| bevolkingsdichtheid (inw./km²) | 73,1   | 73,1   | 36,8    | 36,8    | 36,3   | 36,3   |

In 2002 bedroeg het gemiddelde inkomen per inwoner 1573,29 zł.

## Aangrenzende gemeenten
Markusy, Mikołajki Pomorskie, Rychliki, Stare Pole, Stary Dzierzgoń, Stary Targ
- Virtual International Authority File: 311379385